# Komitet Obrony Kraju
Komitet Obrony Kraju (KOK) – organ do spraw obronnych Rady Ministrów Polskiej Rzeczypospolitej Ludowej (1959–1990), a następnie Prezydenta RP (1990–2002).

## Historia
Komitet Obrony Kraju powołany został uchwałą nr 66 Rady Ministrów z dnia 18 lutego 1959 roku. Komitet miał uprawnienia do bieżącej koordynacji i nadzorowania realizacji zadań obronnych przez inne organy państwowe. Z chwilą wprowadzenia w kraju stanu bezpośredniego zagrożenia bezpieczeństwa państwa pełnię władzy przejąć miałby właśnie KOK złożony z kierownictwa partii i rządu pod przewodnictwem Prezesa Rady Ministrów. W skład komitetu miało wchodzić jedenastu członków odpowiedzialnych za odpowiednio zgrupowane ministerstwa i instytucje państwowe, z określonymi minimalnymi, niezbędnymi do funkcjonowania stanami osobowymi. Był to tzw. Układ Funkcjonalny w systemie Obrony Terytorium Kraju, w którym KOK stanowił jednostkę centralną nadzorująca pracę wojewódzkich komitetów obrony. Komitet zyskał umocowanie prawne na mocy ustawy o powszechnym obowiązku obrony z 21 listopada 1967 r., która powierzała mu określanie zagrożeń dla bezpieczeństwa państwa i kierowanie całokształtem spraw z tym związanych. Uchwała KOK z 7 grudnia 1981 r. rozszerzyła kompetencje wojewódzkich komitetów obrony, dzięki czemu miały one być strukturami odpowiedzialnymi za wprowadzenie i utrzymanie stanu wojennego. Pomimo to, wojewódzkie komitety obrony poza pewnymi wyjątkami nie odegrały w czasie stanu wojennego znaczącej roli. Po stanie wojennym, dopuszczono na mocy ustawy z 1983 r., aby przewodniczącym KOK zostać mogła dowolna osoba powołana przez Sejm (np. I Sekretarz KC PZPR). Ponadto przewodniczący KOK zyskał wówczas kompetencje na wypadek nowo wprowadzonego do ustawodawstwa stanu wyjątkowego, w przypadku jego wprowadzenia stając się zwierzchnikiem sił zbrojnych państwa, podczas gdy sam komitet miał kierować przywracaniem porządku w państwie.
W II połowie lat 80. przy KOK powołano Zespół ds. Patriotyczno-Obronnego Wychowania Społeczeństwa ze Szczególnym Uwzględnieniem Młodzieży, na którego czele stał członek Biura Politycznego KC PZPR, sekretarz KC Józef Baryła.
Od 1991 r. Komitet Obrony Kraju podporządkowano Prezydentowi RP, który był jego przewodniczącym. Organem wykonawczym Komitetu było Biuro Bezpieczeństwa Narodowego. W 1994 roku przy Radzie Ministrów powołano Komitet Spraw Obronnych. Prezydent Aleksander Kwaśniewski zwołał posiedzenia KOK zaledwie pięciokrotnie. W okresie tym zakres działania komitetu rozszerzono o stworzenie założeń powołania w strukturach obronnych państwa Gwardii Narodowej, przygotowanie i analizę procesu integracji polskiego systemu obronnego z NATO, analizę zagrożeń tego procesu, oraz ocenę procesu restrukturyzacji Sił Zbrojnych RP. Konstytucja RP z 1997 roku utworzyła Radę Bezpieczeństwa Narodowego jako organ doradczy Prezydenta RP w sprawach obronnych; po raz pierwszy rada została powołana w 1998 roku. Od tego czasu formalnie wciąż istniejący Komitet Obrony Kraju w zasadzie przestał się spotykać. W 2001 roku rozwiązano Komitet Spraw Obronnych Rady Ministrów, natomiast Komitet Obrony Kraju oraz wojewódzkie komitety obrony utraciły umocowanie prawne i przestały istnieć wraz z wejściem w życie 26 października 2002 roku ustawy o stanie wojennym oraz o kompetencjach Naczelnego Dowódcy Sił Zbrojnych i zasadach jego podległości konstytucyjnym organom Rzeczypospolitej Polskiej, a następnie zostały one ostatecznie wyeliminowane z porządku prawnego 21 stycznia 2003 roku, wraz z wejściem w życie nowej ustawy o stanie wyjątkowym.
Sekretarzem KOK był z urzędu wiceminister obrony narodowej piastujący równolegle funkcję Głównego Inspektora Obrony Terytorialnej. Od 1990 roku funkcję Sekretarza KOK przejął szef Biura Bezpieczeństwa Narodowego.

## Sekretarze KOK
- gen. broni Grzegorz Korczyński (1967–1971)
- gen. broni Tadeusz Tuczapski (1971–1987)
- gen. broni Jerzy Skalski (1987–1990)
- Jacek Merkel (od 29 grudnia 1990 do 11 marca 1991)
- Lech Kaczyński (od 12 marca 1991 do 1 listopada 1991)
- Jerzy Milewski (od 8 lutego 1991 do 13 czerwca 1994)
- Henryk Goryszewski (od 14 czerwca 1994 do 22 grudnia 1995)
- Jerzy Milewski (od 3 stycznia 1996 do 10 lutego 1997)
- Marek Siwiec (od 19 lutego 1997 do 26 października 2002).

Sekretarzowi KOK podlegał zapewniający obsługę KOK Sekretariat Komitetu Obrony Kraju, którym kierowali:
- gen. bryg. Mieczysław Dębicki (1971 – 19 grudnia 1983)
- gen. bryg. Zenon Poznański

## Literatura
- Lech Kowalski: Komitet Obrony Kraju (MON – PZPR – MSW). Warszawa: Wydawnictwo Naukowe Semper, 2011, s. 636. ISBN 978-83-7507-088-0.